# Кріоліт
Кріоліт — мінерал класу галогенідів, природний фторид. 

## Історія та етимологія

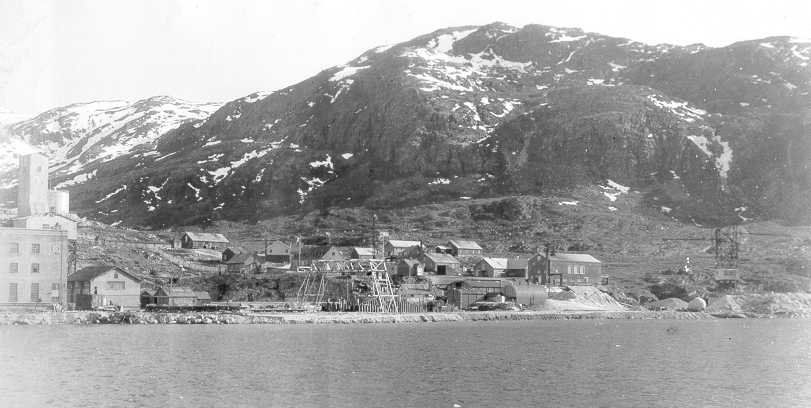
Кріолітова копальня Івігтут, Гренландія, 1940

Кріоліт вперше був виявлений та описаний в 1799 році в Івіттууті в Гренландії данським природознавцем, ветеринаром і лікарем Педером Крістіаном Абільдгаардом (Peder Christian Abildgaard, 1740—1801). Він назвав цей мінерал за характерним виглядом від грецьких слів κρύος [krýos] «мороз, лід» та λίθος [lítʰos] «камінь» — кріоліт, що означає «крижаний камінь».

## Загальна характеристика
Алюмофторид (фторалюмінат) натрію острівної будови. Формула Na3[AlF6]. Теоретично містить 12,8 % Al, 32,9 % Na і 54,3 % F. Домішки: Si, Fe, Mg, K, Sr, Th.
Поширений типовий акцесорний мінерал метасоматично змінених лужних гранітів і полевошпатових альбітрибекітових метасоматитів, що містять рідкіснометалічні (тантало-ніобієве, цирконієве) зруденіння. Зустрічається в пегматитах, утворюючись із залишкових розчинів, збагачених фтором. Мінерал зазвичай утворюється на стадії пегматиту і зустрічається в гранітних пегматитах і в матриксі деяких багатих фтором ріолітів, що містять топаз. Він супроводжується егірином, шабазитом, евдіалітом, флюоритом, кріоліт-іонітом, мікрокліном, натролітом, пахнолітом, фенакітом, кварцом, сидеритом, содалітом, сфалеритом, томсенолітом, топазом, вілліомітом і веберитом.
Кристалізується в моноклінній сингонії. Зазвичай утворює безбарвні, білі, сірі, коричневі,  коричнево-чорні або червонуваті кристалічні скупчення, псевдокубічні кристали, або масивні агрегати зі скляним блиском. Кубовидні кристали і двійникові пластини зустрічаються рідко. Можливе фарбування мінералу домішками органічних речовин.
Завдяки наявності йонів фтору отруйний. ГДК у робочій зоні 1 мг/м³ (за гідрофторидом).

## Поширення
Родовища кріоліту дуже рідкісні. Найбільше промислове родовище в Західній Гренландії (Івіттуут), де кріоліт утворює масивні скупчення серед грейзенізованого граніту у вигляді великого штока, що вертикально йде на глибину, розроблялося до 1987 року.
У Ерзінському гранітному масиві (Тива) кріоліт поряд з томсенолітом є звичайним акцесорним мінералом в альбіто-рибекітових гранітах.
Кріоліт знайдений в Ільменських горах на Південному Уралі (Міас), Канаді та США (штат Колорадо).
В Україні поблизу смт Хорошів, Житомирської області в мікрокліно-кварцових пегматитах виявлені великі друзові порожнини з гігантськими кристалами топазу, з рясними включеннями кріоліту, кварцу та інших мінералів.

## Застосування

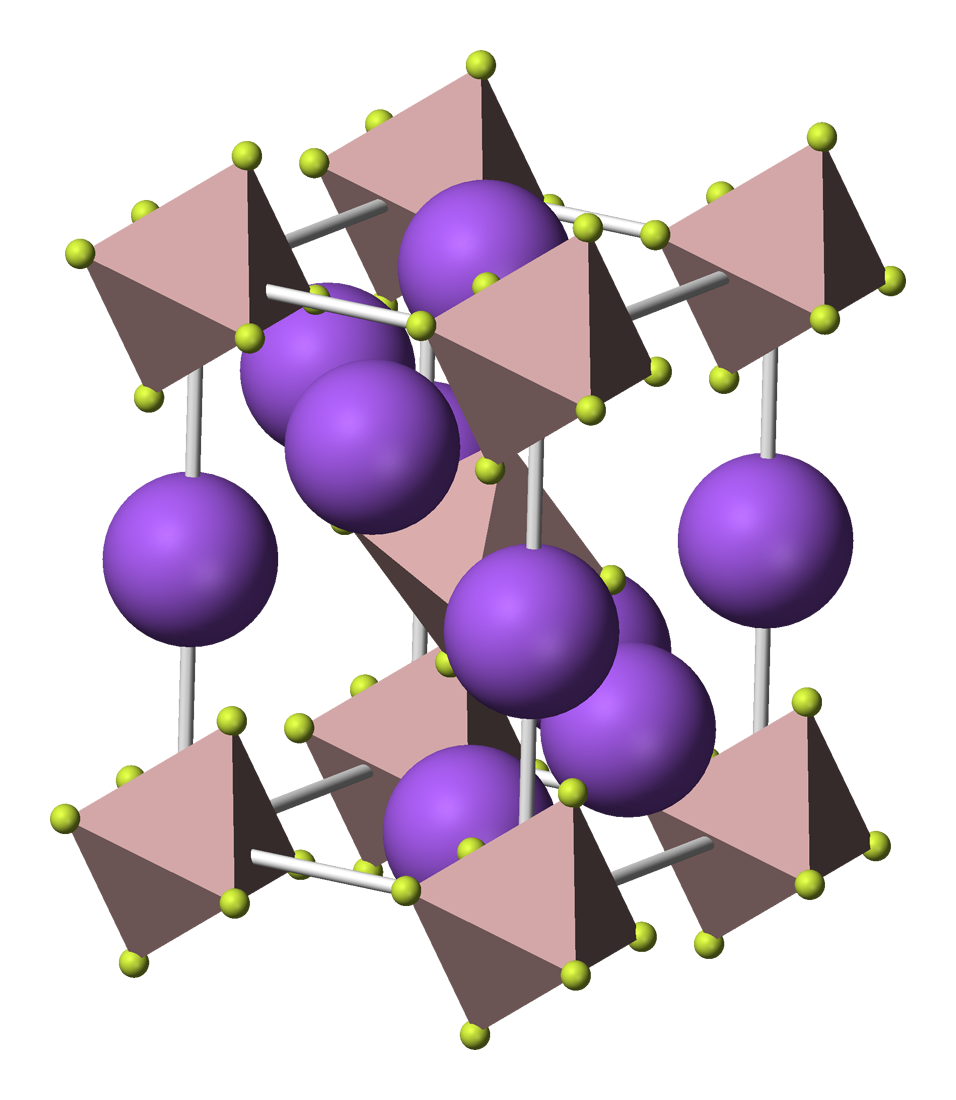
Кріолітова структура

Кріоліт використовується в процесі електролітичного одержання алюмінію, нагріваючи до 1010 °C у ньому плавлять оксид алюмінію для подальшого електролізу. У виробництві плавикової кислоти, скла та емалей. Оскільки мінерал рідкісний, то більшу частину кріоліту, що використовується в промисловості, одержують синтетично. Кріоліт штучно отримують із флюоритової сировини, шляхом взаємодії фториду алюмінію з фторидом натрію, а також дією плавикової кислоти на гідроксид алюмінію в присутності соди. Що стосується ефективності електролізу, то вона не залежить від того, яка сировина бралася для роботи — природна чи синтетична.
Рисс Йосип Григорович відомий український вчений-хімік під його керівництвом вдосконалювалась технологія виробництва «кріоліту», що дозволило збільшити випуск дефіцитного алюмінію.

## Інтернет-ресурси
- Handbook of Mineralogy / cryolite [Архівовано 5 квітня 2012 у Wayback Machine.]